# ترو ایکوتا
ترو ایکوتا (انگلیسی: Teru Ikuta؛ زادهٔ ۳۰ آوریل ۱۹۹۱) بازیگر، و صداپیشگی در ژاپن اهل ژاپن است. وی از سال ۲۰۱۵ میلادی تاکنون مشغول فعالیت بوده‌است.